# Robert Bly
Robert Elwood Bly, född 23 december 1926 i Lac qui Parle County i Minnesota, död 21 november 2021 i Minneapolis, Minnesota, var en amerikansk poet och författare, bosatt i Minnesota. Han har även varit verksam som psykolog. 

## Biografi
Robert Bly hade norsk härkomst. På fadersidan kom familjen från Bleie i Hardanger, på morssidan från Beitstad i Tröndelag och Lunner på Hadeland. Efter studier vid Harvard och University of Iowa fick Bly 1956 ett Fulbright-stipendium i Norge för att översätta norsk litteratur till engelska.
Bly var grundare av och redaktör för tidskriften The Fifties. 1966 grundade han även organisationen The American Writers Against the Vietnam War.
Hans bibliografi består av en brokig samling poesi, många översättningar från skandinaviska språk, samt prosa och facklitteratur. I den sistnämnda kategorin kan särskilt nämnas Iron John (Järn Hans i svensk översättning), en bok om manlig psykologi som uppmärksammades av omvärlden. Bly är en ledande företrädare för den mytopoetiska mansrörelsen.
Hans karriär har präglats av ett andligt kall, något som lett till översättningar av mystiska poeter, gärna österländska, samt antologin The Soul Is Here For Its Own Joy. Han brevväxlade också under lång tid med den gode vännen och poeten Tomas Tranströmer (utgiven som Air mail) som också påverkat Blys syn på poesin. Det finns ett släktskap dem emellan, tydliggjort än mer genom deras brevväxling, utan att det för den skull handlar om något beroende. Bly tilldelades Tranströmerpriset 2008.

### Poesi
- My Sentence Was a Thousand Years of Joy (2005)
- The Night Abraham Called to the Stars (2001)
- Eating the Honey of Words: New and Selected Poems (1999)
- Snowbanks North of the House (1999)
- Morning Poems (1997)
- Meditations on the Insatiable Soul (1994)
- What Have I Ever Lost by Dying?: Collected Prose Poems (1992)
- Loving a Woman in Two Worlds (1985)
- Selected Poems (1986)
- Mirabai Versions (1984)
- The Man in the Black Coat Turns (1981)
- This Tree Will Be Here for a Thousand Years (1979)
- This Body is Made of Camphor and Gopherwood (1977)
- Old Man Rubbing His Eyes (1974)
- Jumping Out of Bed (1973)
- Sleepers Joining Hands (1973)
- The Light Around the Body (1967)
- Silence in the Snowy Fields (1962)

### Antologier
- The Best American Poetry (1999)
- The Soul Is Here for Its Own Joy: Sacred Poems from Many Cultures (1995)
- The Darkness Around Us Is Deep: Selected Poems of William Stafford (1993)
- The Rag and Bone Shop of the Heart: Poems for Men (1992)
- News of the Universe (1980)
- Leaping Poetry (1975)
- A Poetry Reading Against the Vietnam War (1967)

### Översättningar
- The Winged Energy of Delight: Selected Translations (2004)
- Lorca and Jiménez: Selected Poems (1997)
- Machado's Times Alone: Selected Poems (1983)
- Eight Stages of Translation (1983)
- The Kabir Book (1977)
- Friends, You Drank Some Darkness: Three Swedish Poets (Harry Martinson, Gunnar Ekelöf, Tomas Tranströmer) (1975)
- Neruda and Vallejo: Selected Poems (1971)
- The Story of Gosta Berling (1962) (Gösta Berlings saga)

### Prosa
- Remembering James Wright (2005)
- The Sibling Society (1996)
- The Spirit Boy and the Insatiable Soul (1994)
- American Poetry: Wildness and Domesticity (1991)
- Iron John: A Book about Men (1990)
- A Little Book on the Human Shadow (1988, tillsammans med William Booth)
- Talking All Morning: Collected Conversations and Interviews (1980)

### Översättningar till svenska
- Krig och tystnad: dikter (tolkade av Lars Gustafsson, Göran Sonnevi, Lasse Söderberg och Tomas Tranströmer) (Bonniers, 1969)
- Modern med huggtänder, naken till slut (tolkning av Lasse Söderberg) (Tärningskastet, 1976)
- Alla sovande i världen (svensk tolkning av Eva Bruno) (Coeckelberghs, 1976)
- Prosadikter (tolkade av Börje Lindström, Lasse Söderberg, Tomas Tranströmer) (FIB:s lyrikklubb, 1977)
- Järn-Hans: en bok om män (översättning: Lasse Söderberg) (Ica, 1991)
- Rader som är korsvägar: dikter (tolkade av Lasse Söderberg och Tomas Tranströmer) (Ellerström, 1992)
- Syskonsamhället (översättning av Lasse Söderberg) (Ica, 1996)
- Jungfrukungen: det nya mötet mellan manligt och kvinnligt (tillsammans med Marion Woodman; översättning av Per Rundgren) (Natur & Kultur, 2000)
- Air mail: brev 1964-1990 (brevväxling med Tomas Tranströmer, sammanställd av Torbjörn Schmidt, översättning av Lars-Håkan Svensson) (Bonniers, 2001)
- Min dom blev tusen år av glädje (översättning: Bo Gustavsson och Magnus Ringgren) (Edition Edda, 2008)